# Popeni (okręg Sălaj)
Popeni – wieś w Rumunii, w okręgu Sălaj, w gminie Mirșid. W 2011 roku liczyła 876 mieszkańców.